# Фрашкер
Фрашкер је ненасељено острво у хрватском делу Јадранског мора. Налази се јужно од Пуле у акваторији општине Медулин.
Острво је уско и изужено удаљено око 600 метара јужно од острва Веруде. Површина острва износи 0,11 км². Дужина обалске линије је 1,67 км.. Највиши врх на острву је висок 18 метара.